# Камени лавиринти острва Бољшој Зајацки
Камени лавиринти острва Бољшој Зајацки (рус. Каменные лабиринты на Большом Заяцком острове), су група од 13 или 14 лавирината на острву Болшој Зајацки, једном од Соловетских острва у Архангелској области, Русија. У недостатку стандардне археолошке студије, истраживачка група из Санкт Петерсбурга теоретизира да су лавиринти стари око 2.500 година, теорија се заснивала због њихове оријентације и њиховој наводној ритуалној употреби и променама у правцу зенита током солстиција током историје. Већина истраживача сумња да су толико стари, огромна већина лавиринта у овој области се датира најраније у средњи век.
Осим лавирината, на острву Бољшој Зајацки постоји више од 850 гомила громада, плус бројне друге камене поставке као што је камени симбол са радијалним крацима, који вероватно представља сунце. Сви лавиринти су концентрисани на површини од 0,4 км2 на западном делу острва. Још један огроман комплекс камених поставки је на брду Сопка, у источном делу острва,  и не садржи никакве лавиринте.
Све у свему, на Соловецким острвима постоји 35 лавирината (познатих као вавилони, „Вавилони“, на локалном дијалекту). Све су направљене од локалних громада. Ископавањима у каменим гомилама пронађени су делови костију.

## Карактеристике
Пречника између 6—254 m (20—833 ft) лавиринти су углавном направљени од громада (пречника око 30—40 cm (12—16 in) постављених у низ. Редови су увијени у облику спирале, често постоје две спирале постављене једна у другу, што се упоређује са „две змије са главама у средини које гледају једна у другу“. Испрекидано дуж спирале јављају се дебље или шире гомиле камења, крајеви спирала су такође шири.
Улази су углавном на јужним странама лавирината, али се могу наћи и у југозападним, источним или западним деловима. Лавиринти имају пет врста подешавања, али сваки има само један улаз који служи и као излаз.

## Сврха
Функција камених поставки је нејасна. Једна од сугестија је да су можда симболизовали границу између овог света и подземног света, а лавиринт је можда коришћен за специфичне ритуале како би помогли душама мртвих да путују у други свет. Друга хипотеза је да су поставке можда послужиле као модел за сложену опрему за риболов.